# Els Dominics (Cardedeu)
Els Dominics és un centre educatiu de Cardedeu (Vallès Oriental). L'edifici és una obra protegida com a Bé Cultural d'Interès Local.

## Descripció
L'edifici principal està orientat a migdia i és de planta rectangular allargada, al que, a la part de llevant hi ha adossat, formant una L, un altre edifici amb característiques molt similars. Hi ha un edifici de planta rectangular que segueix la mateixa alineació però que està separat d'aquest edifici principal i està aïllat totalment. Tots els edificis consten de dues crugies paral·leles a les façanes longitudinals. A la planta baixa dels edificis que formen planta en L, afegintse a aquestes crugies per les façanes principals, hi ha uns passadissos perimetrals resolts amb voltes per aresta i arcs de mig punt. Els edificis són de planta baixa i dues plantes pis, excepte l'edifici principal, en la part central del qual s'aixeca una torre quadrada amb dues plantes més. A la part posterior de l'edifici principal, orientada a nord, hi ha adossat un cos complementari destinat a serveis, de planta rectangular i única, amb doble alçada, al qual se li han afegit altres cossos, també de planta única. La coberta està composta a dues vessants en els cossos longitudinals i a quatre aigües a la torre central i al cos complementari posterior. A la façana de l'edifici principal apareixien unes terrasses disposades simètricament a l'alçada de la primera i la segona planta, ja que s'avança parcialment la part central.

## Història
Els dominics escolliren la població de Cardedeu per construir-hi una Casa Noviciat i un Estudi General de Filosofia del seu ordre. La construcció del pavelló del Seminari va començar el 16 de desembre de 1951, quan es va fer la col·locació de la primera pedra. En les obres hi van participar industrials de Cardedeu: Adolf Agustí com a constructor, Josep Llagostera que era lampista, el fuster Josep Argila, el serraller Josep Pujades, el pintor Josep Castells i el jardiner Alfons Viure. Es va inaugurar el 4 de gener de 1953, amb l'assitència del bisbe de Barcelona, monsenyor Modrego, i el curs 1954-55 van començar les activitats del Seminari i del col·legi privat autoritzat de batxillerat elemental, depenent de l'Institut Milà i Fontanals de Barcelona. L'ampliació que va projectar Manuel Gausa i que va obtenir el permís municipal el març del 1960, no es va dur a terme tot i els nombrosos novicis i estudiants que tenia el centre en el aquell temps. A la dècada dels 70, davant la baixada important de les vocacions, els dominics van tancar el seminari, traslladant-lo a València i cedint l'edifici a l'Ajuntament a canvi dels drets d'urbanització dels terrenys que l'envoltaven. L'Ajuntament el va cedir a l'Estat el 1979 per la creació del centre de B.U.P i de Formació Professional. Actualment només està ocupat el pavelló central, com a Institut de Batxillerat. El pavelló de ponent va ser durant un període breu l'Escola de Formació Professional; darrere d'aquest edifici s'ha construit la seu de la televisió local. S'ha elaborat un projecte per adequar el pavelló est a activitats docents.